# 柳百成
柳百成（1933年02月11日—），上海人，铸造及材料加工专家，中国工程院院士。

## 履历[1]
- 1955年，于清华大学毕业。
- 1978年至1981年，在威斯康星大学及麻省理工学院做访问学者。
- 1999年，当选中国工程院院士。